# Orkla (fiume)
L'Orkla è un fiume della Norvegia, e con i suoi 179 km è uno dei più lunghi della contea di Trøndelag.

## Corso del fiume

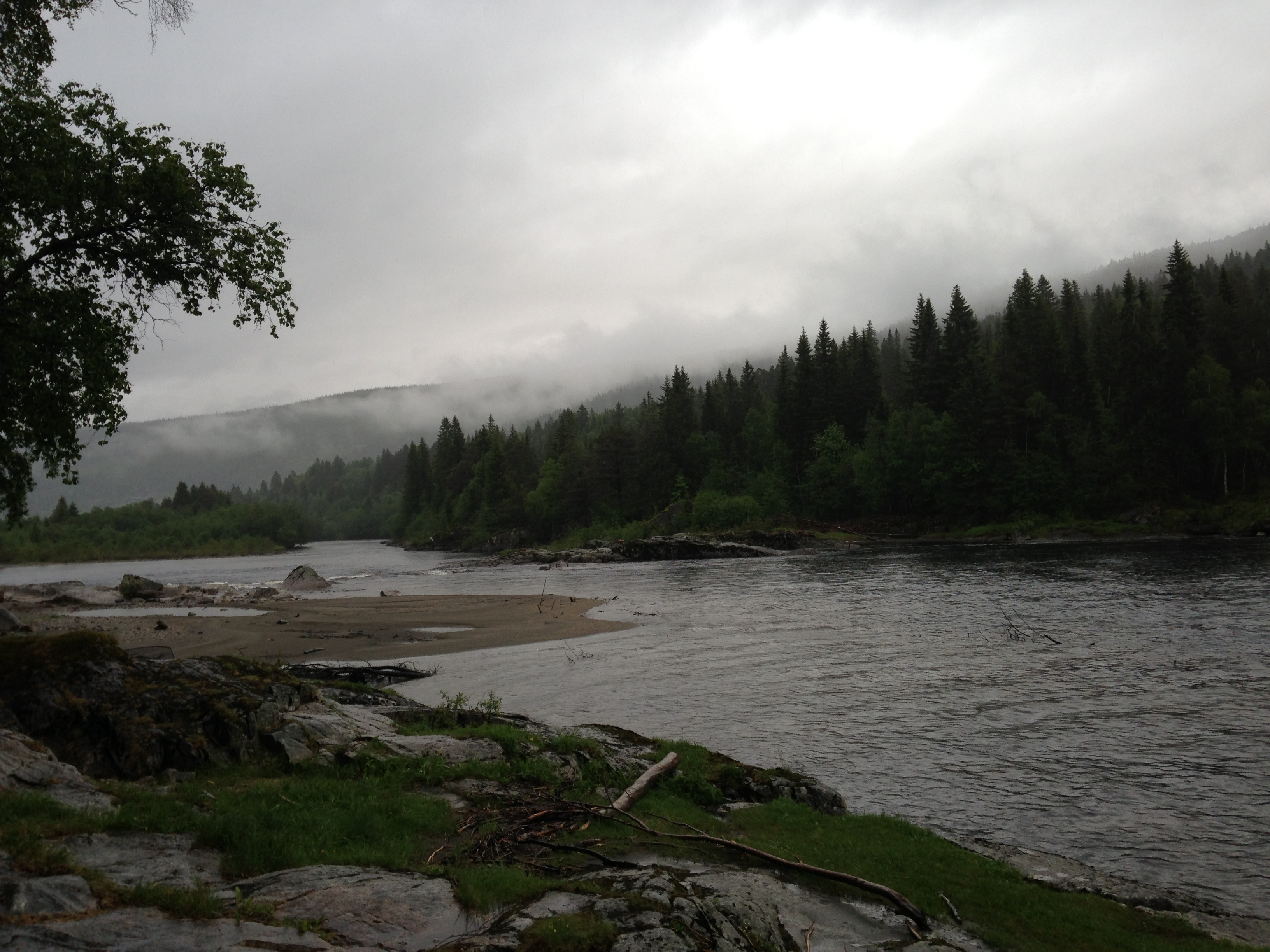
Il fiume Orkla nei pressi di Rennebu.

Il fiume sorge dal lago Orkelsjøen tra i monti del Dovrefjell, nel comune di Oppdal, e scorre nella valle a cui dà il nome (Orkdalen), sfociando nell'Orkdalsfjord, un fiordo secondario del Trondheimsfjord, nei pressi del villaggio di Orkanger.
Oltre Oppdal, attraversa i comuni di Tynset (Innlandet), Rennebu, Meldal e Orkdal.

## Origine del nome
In norreno la forma del nome era solo Ork (radice usata anche in Orkanger, Orkdal e Orkland).
Il significato del nome è sconosciuto, forse derivato dal verbo Orka che significa "al lavoro".
Il nome Orkla (con la desinenza -la) in origine apparteneva solo alla parte più alta del corso del fiume ed il significato probabilmente era la piccola parte di Orka.

## Attività
L'Orkla è un fiume famoso per la pesca al salmone: da giugno ad agosto circa 88 km del suo corso vengono utilizzati per la pesca.
Lungo il corso del fiume sono state costruite cinque centrali idroelettriche per la produzione di energia idroelettrica: Litjfossen (75 MW), Ulset (35 MW), Brattset (80 MW), Grana (75 MW) e Svorkmo (55 MW), per un totale medio annuo di produzione di 1,371 GWh. Le dighe sono inoltre un metodo efficace di contenimento delle ondate di piena.

## Inondazioni
Il corso del fiume è relativamente privo di serbatoi, motivo per cui in passato si sono verificate diverse inondazioni: nel 1345 ci fu una grande inondazione in cui il fiume probabilmente ha preso un nuovo corso nei pressi del villaggio di Fannrem. Tre inondazioni di notevoli entità si sono verificate nei tre anni consecutivi 1688, 1689 e 1690.
Inondazioni in tempi più recenti si sono verificate nel 1816, 1918, 1934, 1940 e 1944.

## Note

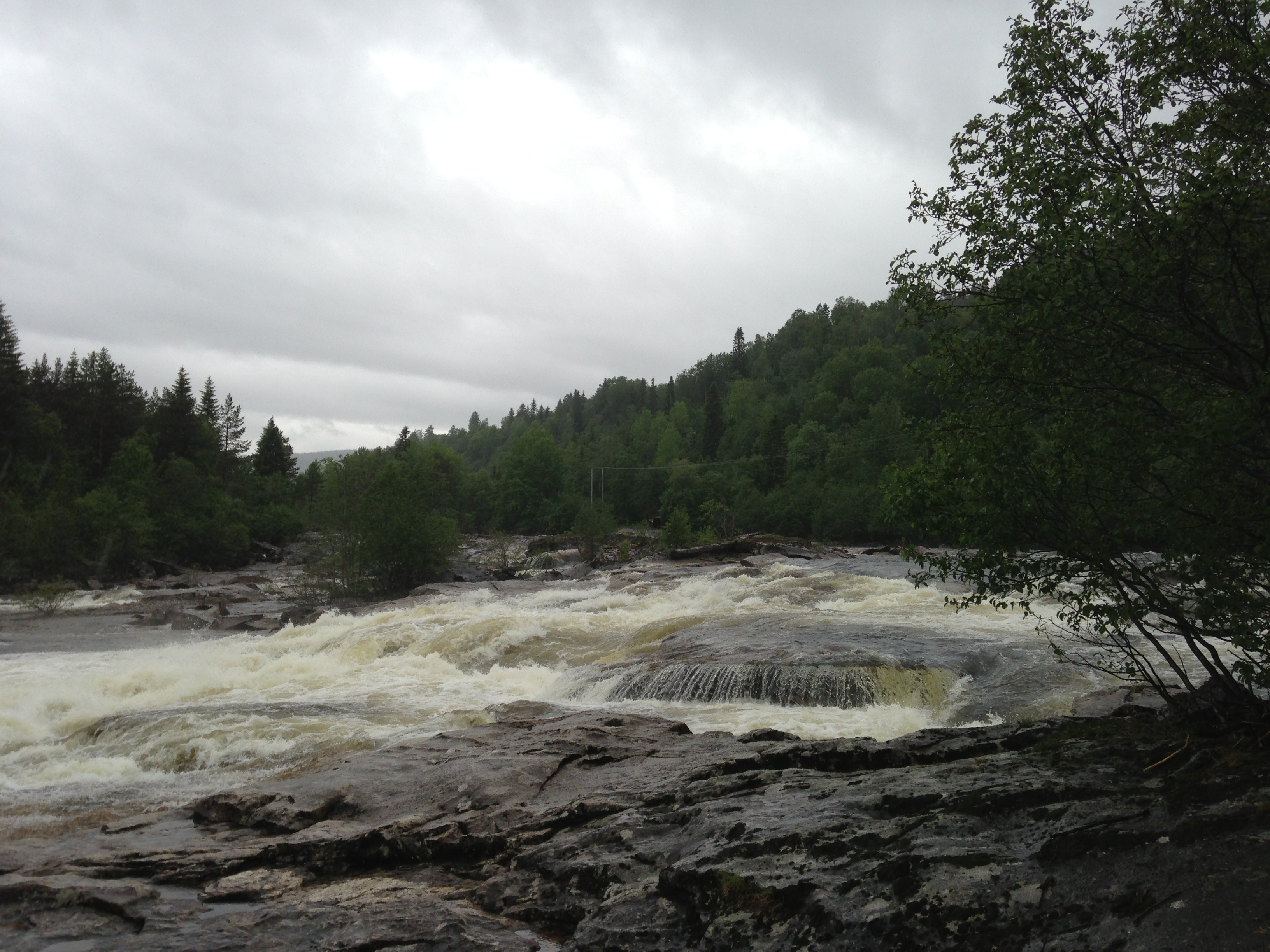
Le rapide dell'Orkla nei pressi di Rennebu.